# Exposition pour la paix pan-Pacifique de Nagoya
L'Exposition pour la paix pan-Pacifique de Nagoya (名古屋汎太平洋平和博覧会, Nagoya hantaiheiyo heiwa hakurankai) est une exposition universelle organisée du 15 mars au 31 mai 1937 dans ce qui est à présent l'arrondissement Minami de la ville de Nagoya au Japon. 

## Histoire
Parrainée par le gouvernement japonais et avec SAI le prince Naruhiko Higashikuni pour président, l'Exposition pour la paix pan-Pacifique de Nagoya vise à promouvoir l'industrie, le transport, l'éducation, la science, la construction, l'architecture, la protection sociale, le tourisme, les arts et les métiers d'art. Chacune des nations ou des colonies participantes possède son propre pavillon de promotion de ses produits et de la culture, et chacune des préfectures du Japon (à l'exception de celle de Tottori et des territoires extérieurs de Taïwan, Karafuto et de Corée) ont également un pavillon. Par ailleurs, les grandes industries japonaises parrainent également leurs propres pavillons.
Au cours des deux mois et demi d'ouverture, l'exposition de Nagoya reçoit plus de 4 800 000 de visiteurs, soit environ quatre fois la population de la grande région de Nagoya à l'époque. La fréquentation quotidienne moyenne est de 61 643 personnes.

## Liste des pays participants
1. Japon
2. Manchukuo
3. Siam
4. Indes orientales néerlandaises
5. Brésil
6. Chine
7. Mysore
8. Singapour
9. Philippines
10. Mexique
11. Guatemala
12. Honduras
13. Costa Rica
14. El Salvador
15. Panama
16. Venezuela
17. Colombie
18. Pérou
19. Chili
20. Australie
21. Indochine française
22. Birmanie
23. Ceylan
24. Union d'Afrique du Sud
25. Argentine
26. Canada
27. Cuba
28. États-Unis

La seconde guerre sino-japonaise éclate deux mois seulement après la fin de l'exposition.

## Source de la traduction
- (en) Cet article est partiellement ou en totalité issu de l’article de Wikipédia en anglais intitulé « Nagoya Pan-Pacific Peace Exposition (1937) » (voir la liste des auteurs).